# 531 Церліна
531 Церліна (531 Zerlina) — астероїд головного поясу, відкритий 12 квітня 1904 року Максом Вольфом у Гейдельберзі.
Тіссеранів параметр щодо Юпітера — 3,057.